# Lake Mangamahoe
Der Lake Mangamahoe ist ein Stausee zur Trinkwasserversorgung und zur Stromerzeugung im New Plymouth District der Region Taranaki auf der Nordinsel von Neuseeland.

## Geographie
Der Stausee befindet sich rund 8 km südsüdöstlich des Stadtzentrums von New Plymouth und rund 6,6 km westnordwestlich von Inglewood. Mit einer Länge von rund 1,45 km in Nord-Süd-Richtung erstreckt sich der Stausee über eine Fläche von rund 30 Hektar. An seiner breitesten Stelle misst der See rund 215 m in Ost-West-Richtung und seine Uferlinie bemisst auf eine Strecke von rund 5 km.
Gespeist wird der Stausee einerseits durch den von Süden kommenden Mangamohao Stream und verschiedenen kleineren Bäche und andererseits über den Waiwhakaiho River, von dem über eine Rohrleitung Wasser abgezweigt wird, um den Stausee zu füllen.
Entwässert wird der Lake Mangamahoe an seinem nördlichen Ende über eine Rohrleitung, die rund 1,5 km weiter nordnordwestlich zu einem Wasserkraftwerk führt, in dem ein Teil des Stroms für New Plymouth erzeugt wird. Ein weiterer Teil des Wassers geht östlich der Staumauer über einen unbenannten Bach direkt in Richtung Waiwhakaiho River.

## Geschichte
Als im Jahr 1915 die elektrische Straßenbahn in New Plymouth ihren Betrieb aufnahm, war allen Beteiligten klar, dass die Stadt in einen Stromengpass hineinlaufen würde. Infolgedessen wurde der Bau des Mangamahoe-Staudamms geplant, der 1931 fertiggestellt werden konnte. Damit einher plante man gleich, das Wasser des Staudamms nicht nur zur Stromerzeugung zu nutzen, sondern auch als Trinkwasserreservoir.